# Opel Astra J
Opel Astra J — четверте покоління сімейства компактних автомобілів Opel Astra, яке замінило Astra H.

## Опис моделі

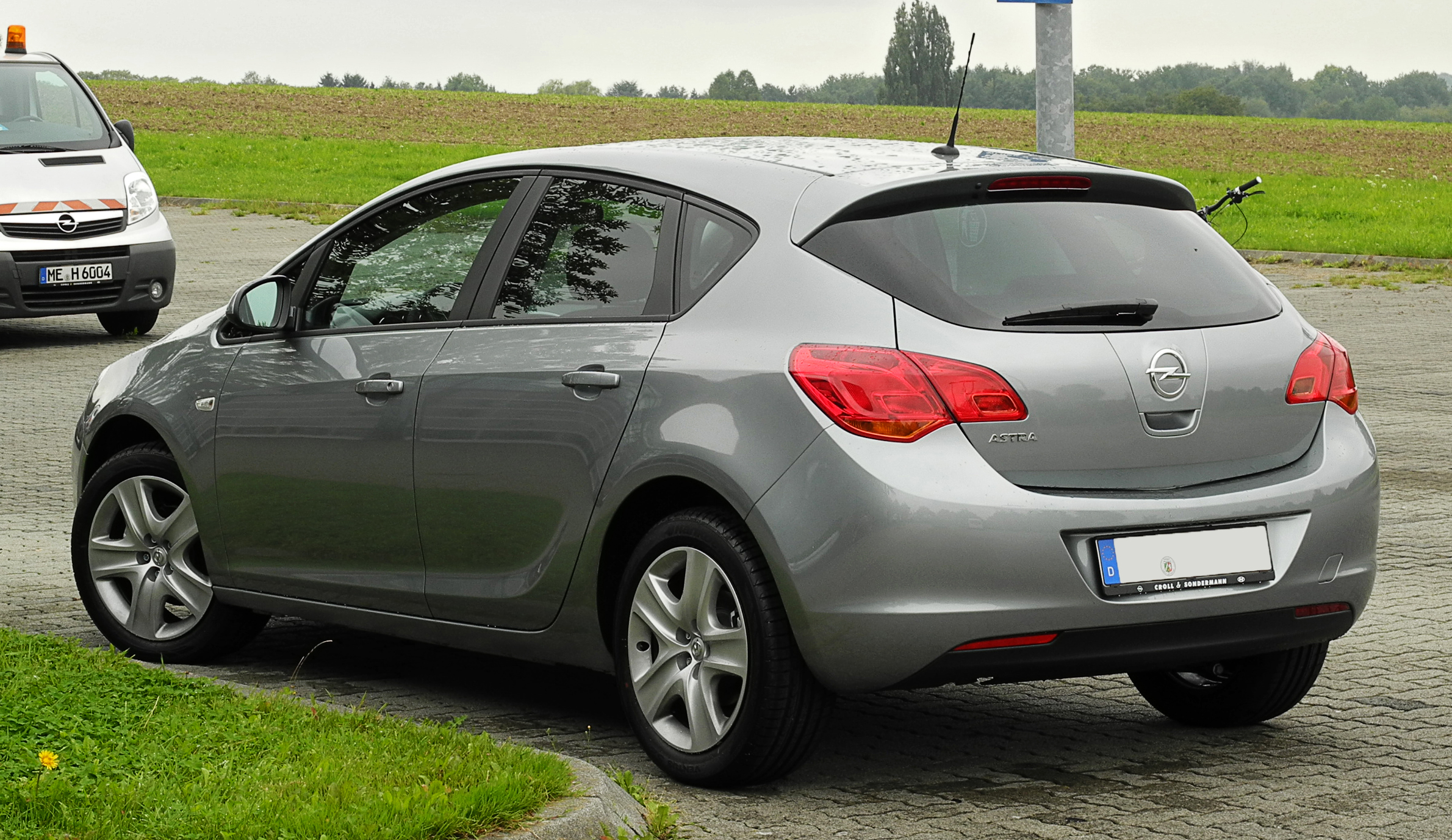
Opel Astra J (2009–2012)

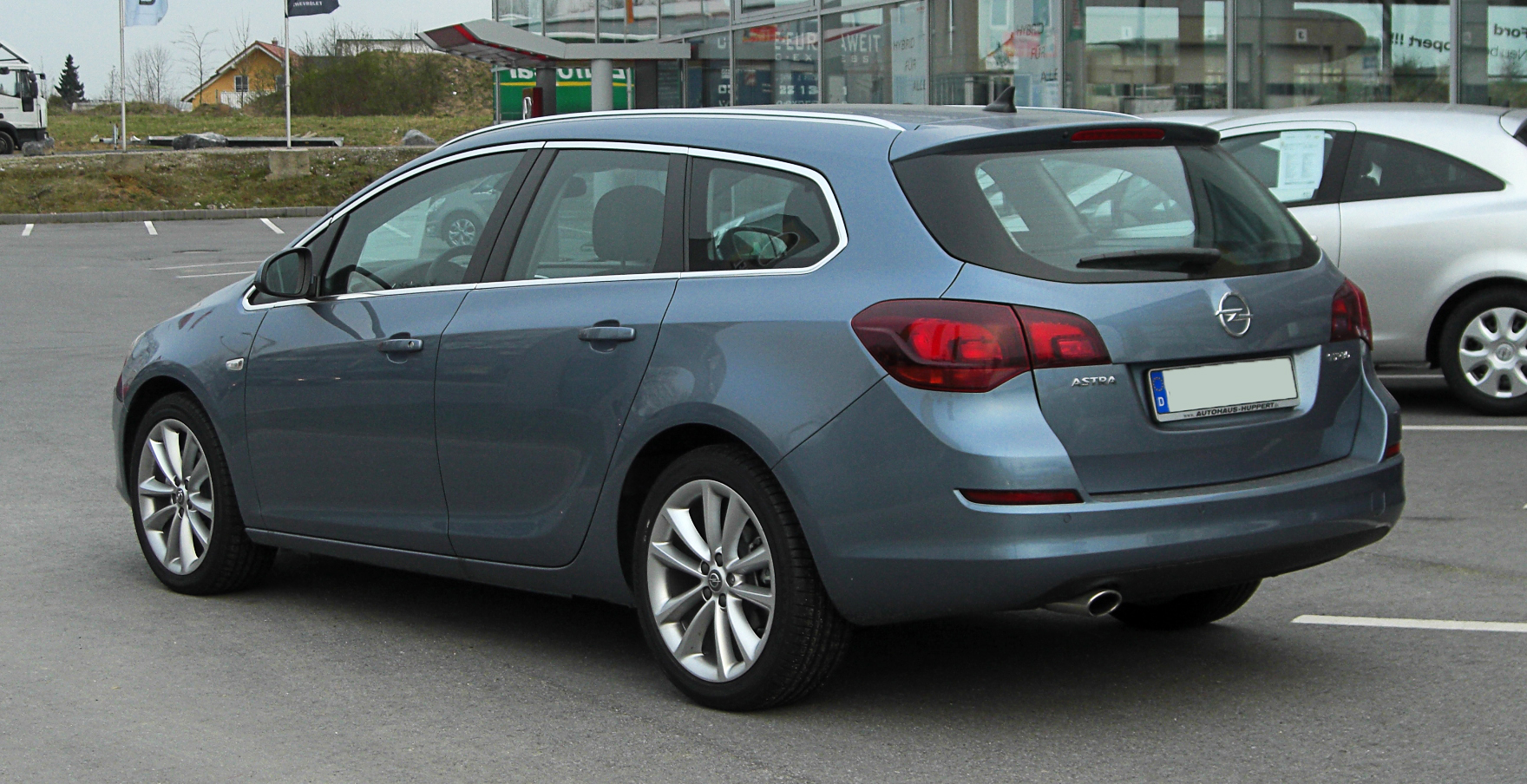
Opel Astra J Sports Tourer (2010–2012)

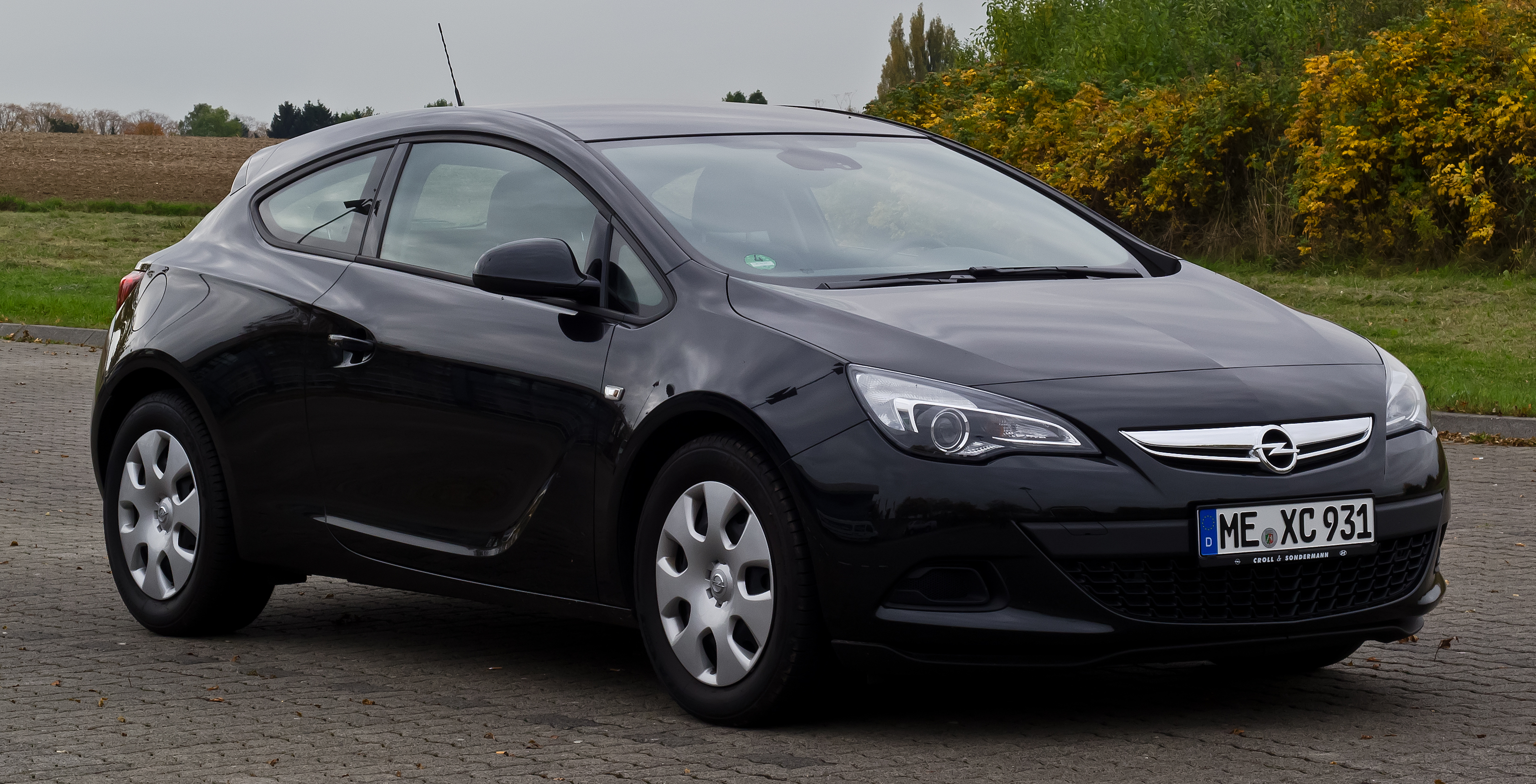
Opel Astra J GTC (з 2012)

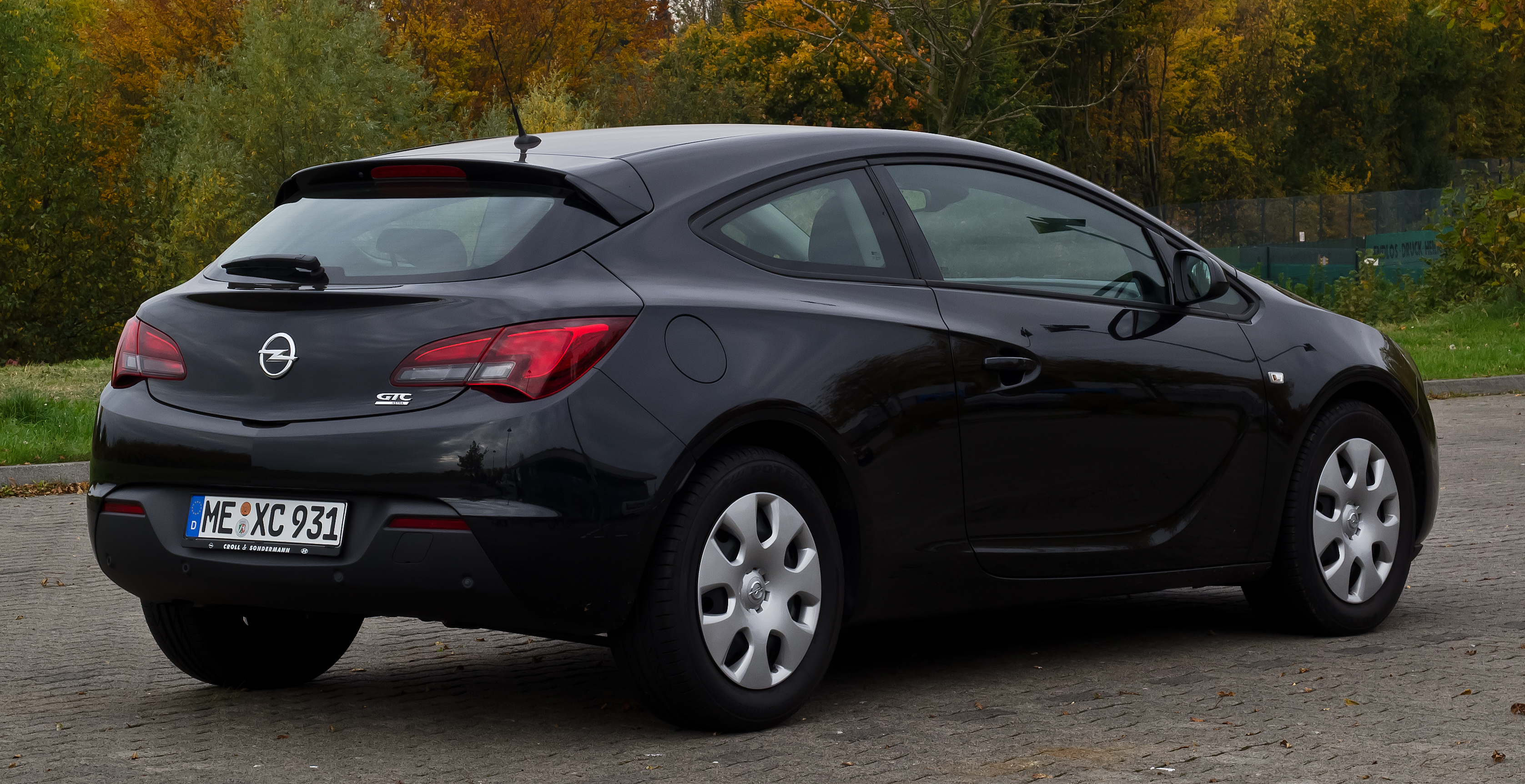
Opel Astra J GTC (з 2012)

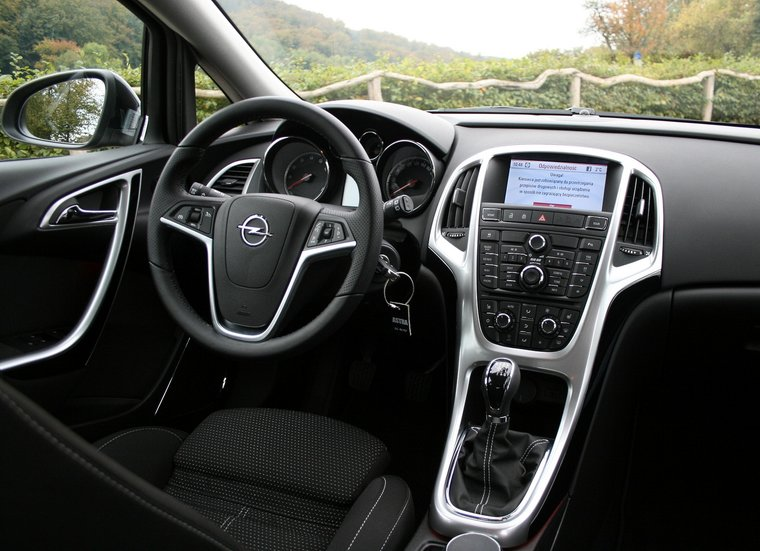
Opel Astra J (салон)

Opel Astra J представлений в 2009 році на Франкфуртському автосалоні.
Astra була розроблена в європейській дизайн-центру Opel в Рюссельсхаймі, продовжує еволюцію мови дизайну Opel, «скульптурний артистизм з німецькою точністю» вперше представлений на Insignia.
Під час розробки вона носила ім'я Opel Astra I, але пізніше було вирішено замінити на букву J, так як букву I можливо переплутати з цифрою 1.
Opel Astra посів третє місце в конкурсі Європейський Автомобіль Року в 2010 році.
5 грудня 2009 року на ринок вступив п'ятидверний хетчбек , універсал з'явився в середині 2010 року , GTC на початку 2011 року , а фотографії седана з'явилися 10 лютого 2012 року .
Інтер'єр радує око і приємний на дотик. Основний мотив - м'якість і логічність ліній і концепція «кокпіта»: елементи салону начебто оточують водія. Радують приємні на дотик матеріали обробки, спортивні сидіння від Insignia (опція), розсіяна червона підсвітка дверних ручок і центрального тунелю в районі важеля КПП, безліч відділень для дріб'язку, яких так не вистачало попередниці. Тут і кишеньки на дверях, і «поличка» на центральній консолі, і об'ємний ящик під сидінням переднього пасажира, ніша зліва від керма, а також підстаканники з секретним «підпілля», в який влізе мобільний телефон, гаманець або GPS-навігатор. Виробник істотно поліпшив шумоізоляцію салону. Були встановлені нові ущільнювачі, ізольовані порожнисті секції в кузові і детально опрацьована аеродинаміка зовнішніх елементів на кшталт дзеркал заднього виду і навіть дверних ручок. 
У розпорядженні водія також кілька приємних опцій. Серед них підігрів керма, дуже коректний автоматичний режим склоочисників та ін. На другому ряду в плечах тісно не буде нікому. Тільки в колінах рослі сідоки (вище 185 мм) можуть відчувати певний дефіцит простору.
Автомобіль заснований на платформі концерну General Motors Delta II. Спереду встановлені стійки McPherson з роздільним кріпленням пружин і амортизаторів і алюмінієвими нижніми важелями (особливістю трьохдверки стала передня підвіска HiperStrut з окремими поворотними кулаками замість звичайних стійок McPherson). Ззаду інженери застосували балку, що скручується з механізмом Уатта.
Автомобіль оснащувався адаптивним шасі FlexRide, яке, працюючи в тандемі з системою CDC (динамічного управління настройками підвіски), здатне в режимі реального часу коригувати жорсткість підвіски залежно від дорожніх умов. Система FlexRide має три встановлені режими «Стандарт», «Спорт» і «Комфорт», активація яких змінює алгоритм роботи підвіски, підсилювача керма і педалі акселератора.
Opel Astra J випускався в комплектаціях Essentia, Active і Cosmo. Базовий набір опцій включає зовнішні дзеркала з електричними регулюваннями і підігрівом, регульовану рульову колонку, магнітолу з CD-програвачем, передні і бічні подушки безпеки. Усі пропоновані версії Опель Астра Джей хетчбек оснащувалися ABS + ESP і стандартної протиугінною сигналізацією. В якості опції клієнти могли замовити двозонний клімат-контроль, адаптивні фари головного світла і інформаційно-розважальний комплекс з 7-дюймовим монітором. Крім того, опціонально автомобіль устатковувався системою моніторингу «сліпих» зон, розпізнавання дорожніх знаків і асистентом парковки.
Хетч Опель Астра Джей оснащувався системами пасивної і активної безпеки, включаючи кузовні елементи із запрограмованою деформацією, жорсткий каркас безпеки, фронтальні, бічні та віконні подушки безпеки, активні підголовники і систему аварійного від'єднання педального вузла.
7 березня 2012 на Женевському автосалоні була представлена найшвидша версія OPC з 2,0 л бензиновим двигуном потужністю 280 к.с. (206 кВт) . Продажі почалися восени 2012 року .
Хетчбек Opel Astra має декілька рівнів комплектації: Tech-Line, Energy, SRi і Elite. Дві моделі найвищої комплектації оснащені системою супутникової навігації. Водій, в залежності від типу смартфону, може обрати або систему «Apple CarPlay», або «Android Auto». Моделі вищої комплектації оснащені такими системами, як «OnStar» та консьєрж допомога, які в разі потреби знайдуть потрібний маршрут та відправлять його прямісінько до навігаційної системи автомобіля. Вони, також, здатні викликати аварійно-рятувальні служби в разі аварії. 4G Wi-Fi точка завжди підтримуватиме Інтернет зв'язок. Навігаційна система, яка є стандартною для комплектацій SRi Nav і Elite Nav, вважається однією з найкращих у своєму сегменті.

### Фейсліфтинг 2012
У червні 2012 року всі версію оновили а також були показані остаточні фото седана . Готова версія була показана на Московському автосалоні 2012 року.
У квітні 2013 року представлено версії кабріолет на основі Astra J, який відтепер буде продаватися як окрема модель, під назвою Cascada.

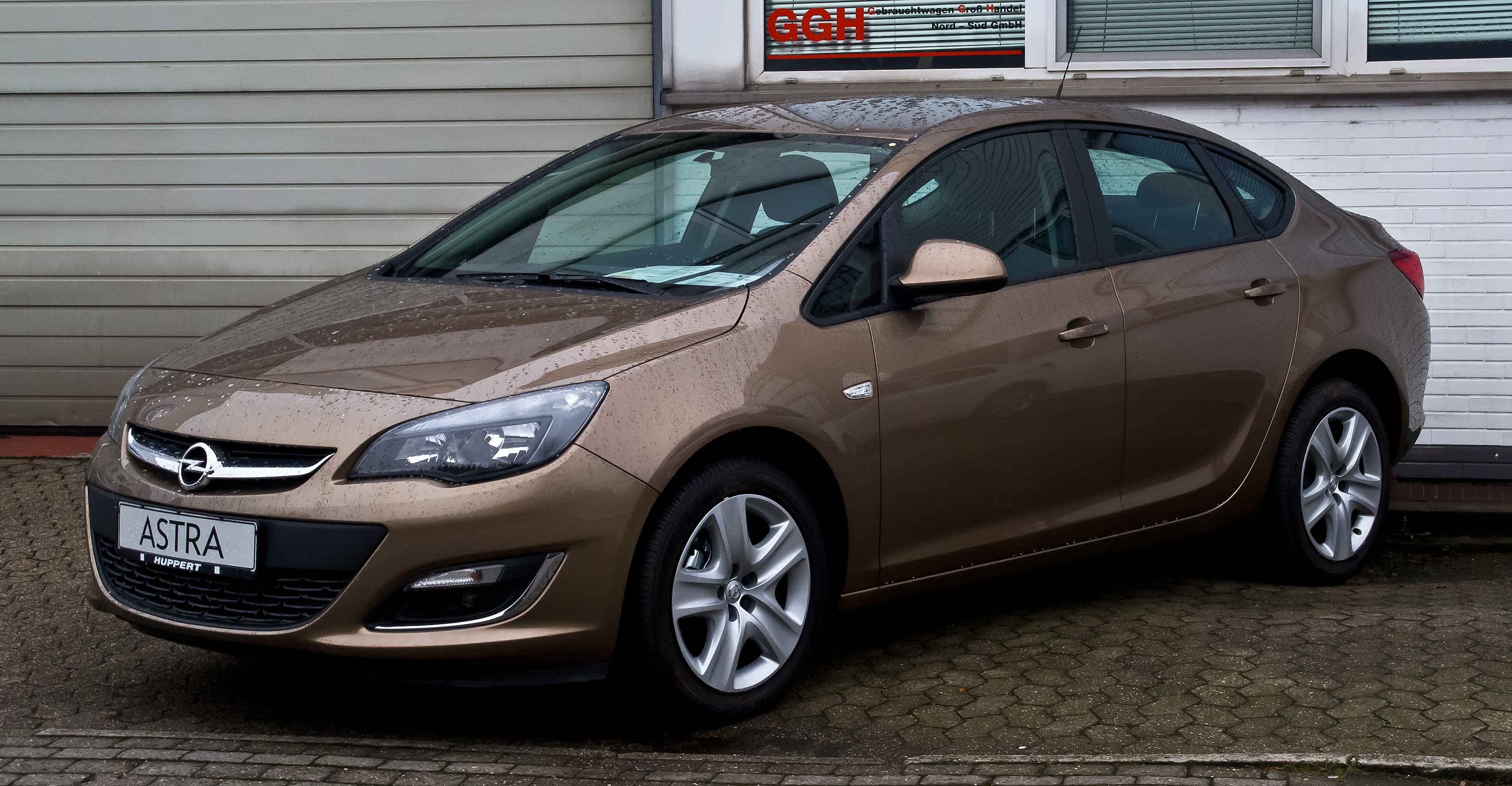
Opel Astra J седан (з 2012)
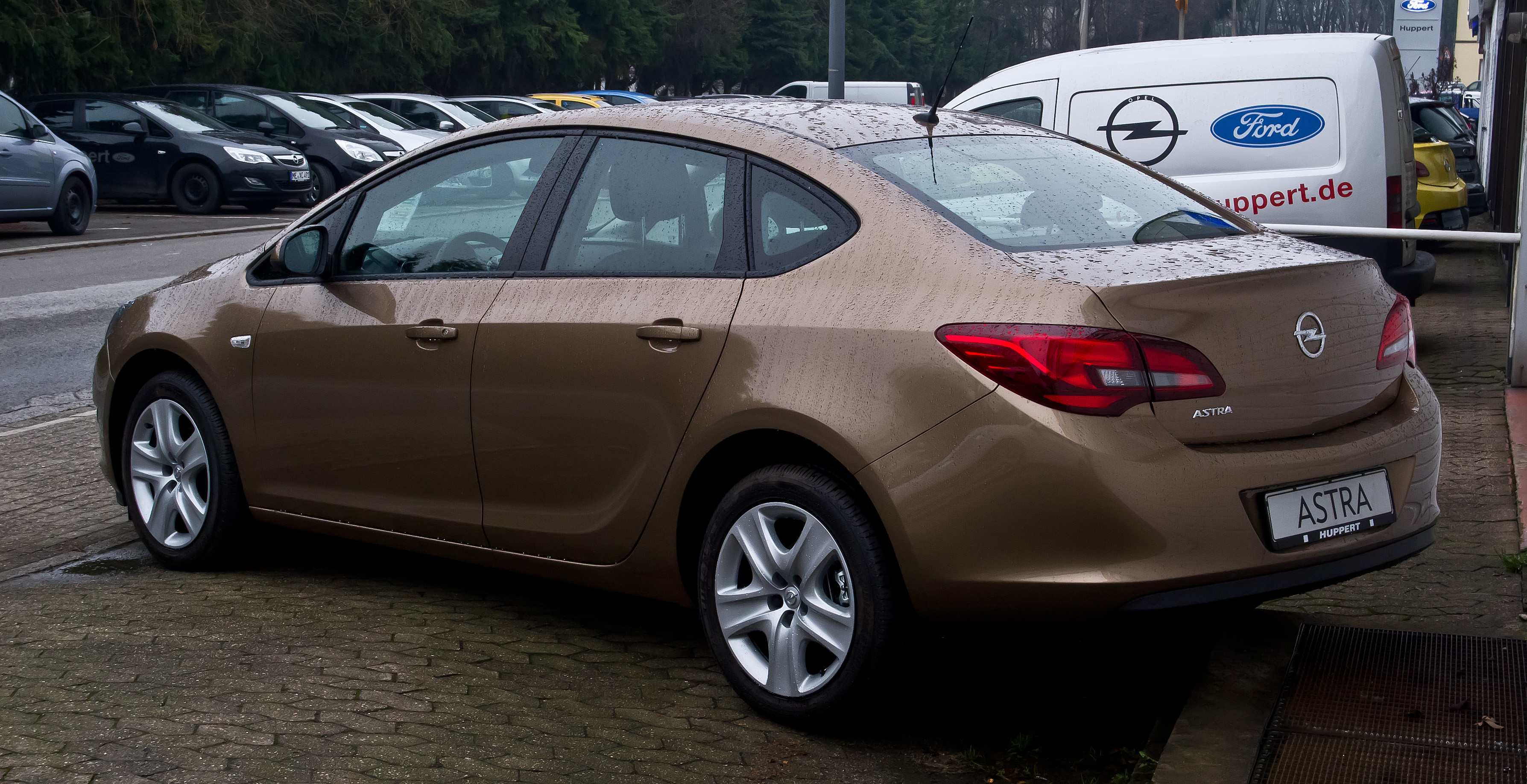
Opel Astra J седан (з 2012)
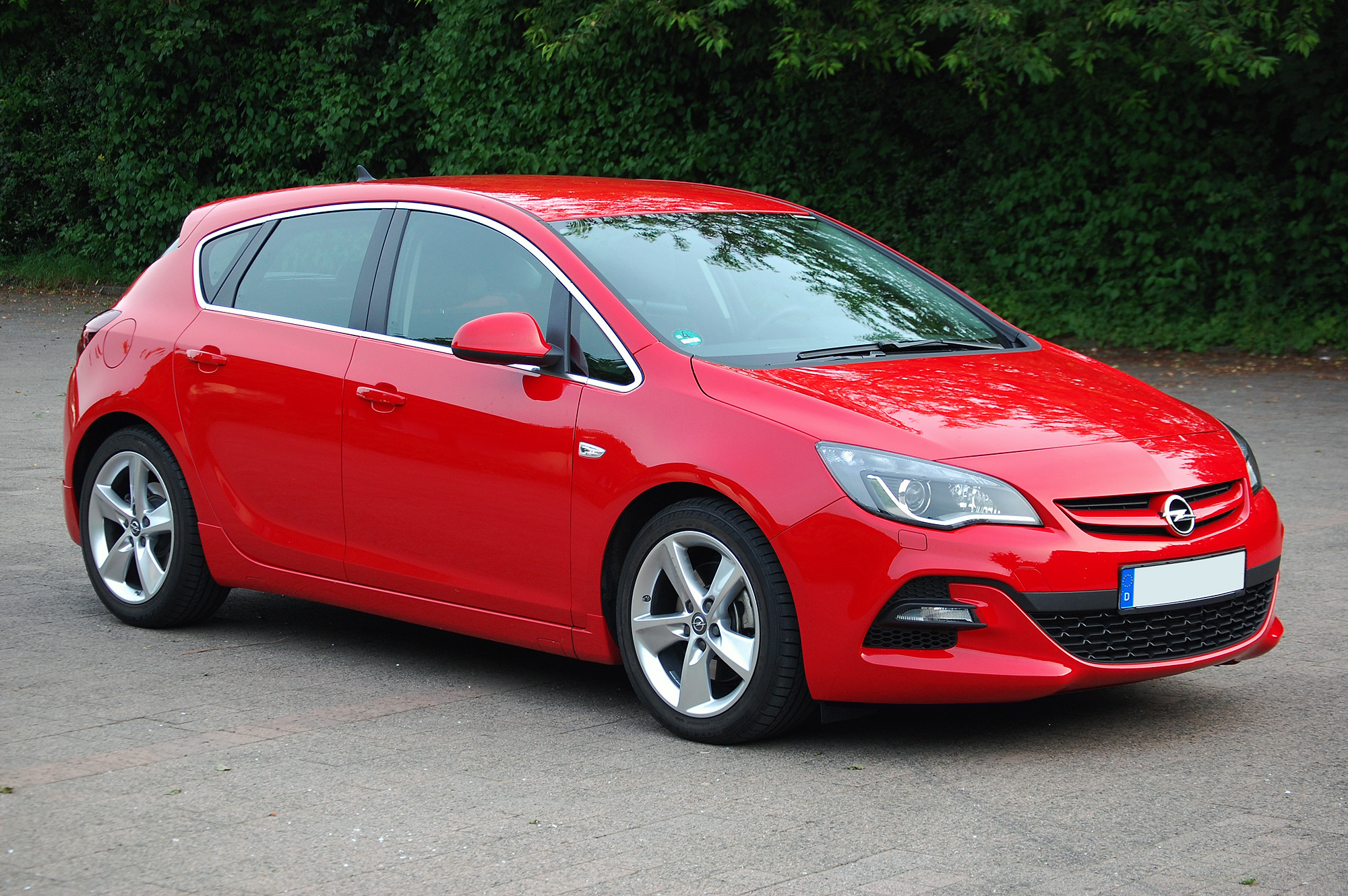
Opel Astra J 2.0 CDTI BiTurbo (з 2012)
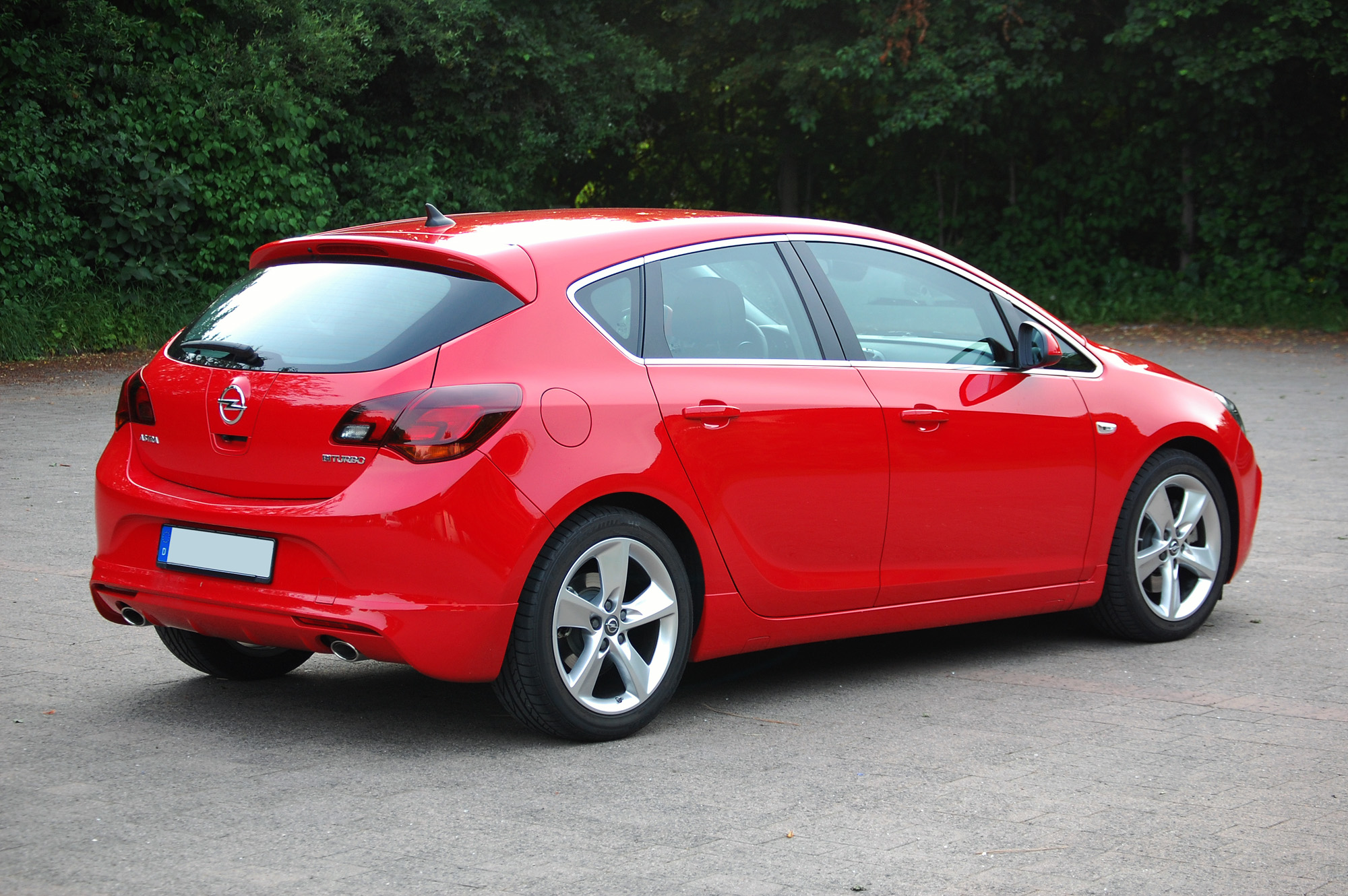
Opel Astra J 2.0 CDTI BiTurbo (з 2012)
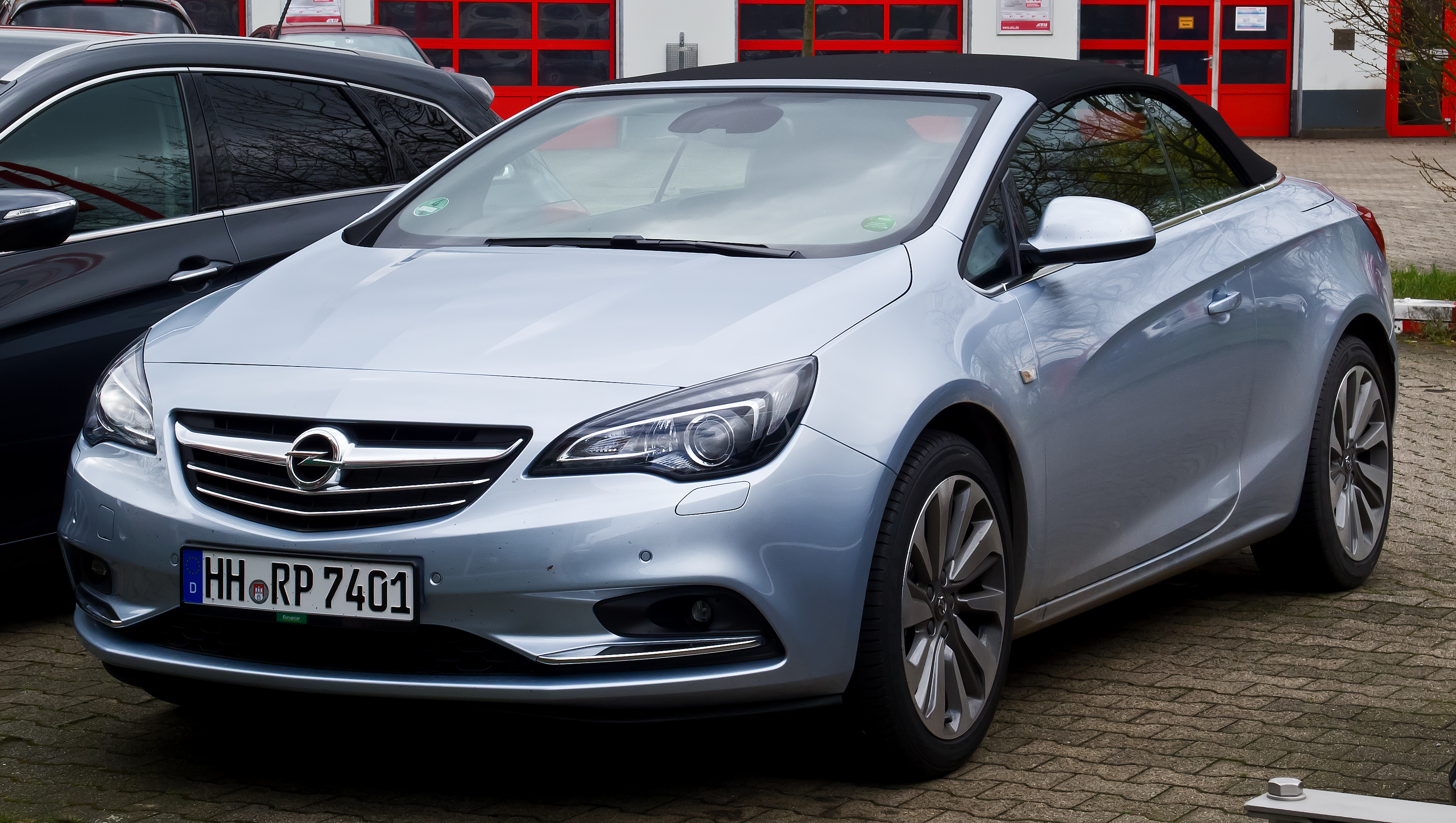
Opel Cascada (з 2013)

## Результати з Краш-Тесту
| Зірки в Euro NCAP з Краш-тесту |

## Технічні характеристики

### Бензинові
|                                          | 1.4 (ecoFLEX)                           | 1.4 (ecoFLEX)                           | 1.6 (ecoFLEX)                           | 1.4 Turbo (ecoFLEX)                     | 1.4 Turbo (ecoFLEX)                     | 1.4 LPG Turbo ecoFLEX                   | 1.6 ECOTEC Direct Injection Turbo ecoFLEX | 1.6 Turbo                               | 1.6 ECOTEC Direct Injection Turbo ecoFLEX | OPC                                    |
| ---------------------------------------- | --------------------------------------- | --------------------------------------- | --------------------------------------- | --------------------------------------- | --------------------------------------- | --------------------------------------- | ----------------------------------------- | --------------------------------------- | ----------------------------------------- | -------------------------------------- |
| Бензинові                                | 09/2009–11/2013                         | 09/2009–11/2013                         | з 09/2009                               | з 06/2010                               | з 09/2009                               | з 01/2012                               | з 11/2012                                 | 09/2009–11/2012                         | з 12/2013                                 | з 06/2012                              |
| Двигун та циліндри                       | Бензиновий І4 з багатоточковим вприском | Бензиновий І4 з багатоточковим вприском | Бензиновий І4 з багатоточковим вприском | Бензиновий І4 з багатоточковим вприском | Бензиновий І4 з багатоточковим вприском | Бензиновий І4 з багатоточковим вприском | Бензиновий І4 з безпосереднім вприском    | Бензиновий І4 з багатоточковим вприском | Бензиновий І4 з безпосереднім вприском    | Бензиновий І4 з безпосереднім вприском |
| Код двигуна                              | A14XEL                                  | A14XER                                  | A16XER                                  | A14NEL                                  | A14NET                                  | A14NET                                  | A16XHT                                    | A16LET                                  | A16SHT                                    | A20NFT                                 |
| Об'єм                                    | 1398 см³                                | 1398 см³                                | 1598 см³                                | 1364 см³                                | 1364 см³                                | 1364 см³                                | 1598 см³                                  | 1598 см³                                | 1598 см³                                  | 1998 см³                               |
| Потужність                               | 64 kW (87 к.с.) 6000 об/хв              | 74 kW (100 к.с.) 6000 об/хв             | 85 kW (115 к.с.) 6000 об/хв             | 88 kW (120 к.с.) 4200–6000 об/хв        | 103 kW (140 к.с.) 4900–6000 об/хв       | 103 kW (140 к.с.) 4900–6000 об/хв       | 125 kW (170 к.с.) 6000 об/хв              | 132 kW (180 к.с.) 5500 об/хв            | 147 kW (200 к.с.) 5500 об/хв              | 206 kW (280 к.с.) 5500 об/хв           |
| Крутний момент                           | 130 Нм 4000 об/хв                       | 130 Нм 4000 об/хв                       | 155 Нм 4000 об/хв                       | 200 Нм (220 Нм) 1850–4200 об/хв         | 200 Нм (220 Нм) 1850–4900 об/хв         | 200 Нм (220 Нм) 1850–4900 об/хв         | 260 Нм (280 Нм) 1650–3200 об/хв           | 230 Нм 2200–5400 об/хв                  | 280 Нм (300 Nm) 1650–3500 об/хв           | 400 Нм 2500–4500 об/хв                 |
| КПП, серійна                             | 5-ст. МКПП                              | 5-ст. МКПП                              | 5-ст. МКПП                              | 6-ст. МКПП                              | 6-ст. МКПП                              | 6-ст. МКПП                              | 6-ст. МКПП                                | 6-ст. МКПП                              | 6-ст. МКПП                                | 6-ст. МКПП                             |
| КПП, опційна                             | –                                       | –                                       | 6-ст. АКПП                              | –                                       | 6-ст. АКПП                              | –                                       | 6-ст. АКПП                                | 6-ст. АКПП                              | –                                         | –                                      |
| Максимальна швидкість                    | 168 km/h                                | 174 km/h                                | 188 km/h [182 km/h]                     | 192 km/h                                | 202 km/h [200 km/h]                     | 200 km/h                                | 220 km/h                                  | 221 km/h [211 km/h]                     | 230 km/h                                  | 250 km/h                               |
| Розгін, 0–100 км/год                     | 15,1 с                                  | 13,9 с                                  | 11,7 с [13,3 с]                         | 11,0 с                                  | 9,9 с [10,2 с]                          | 10,8 с                                  | 8,7 с                                     | 8,5 с [9,0 с]                           | 7,9 с                                     | 6,0 с                                  |
| Витрати пального на 100 км (комбіновано) | 5,5 л                                   | 5,5 л (5,3 л)                           | 6,3 л (5,9 л) [7,1 л]                   | 5,9 л (5,5 л)                           | 5,9 л (5,5 л) [6,7 л]                   | бензин 6,1 л газ 8,1 л                  | 5,9 л                                     | 6,8 л [7,5 л]                           | 6,6 л                                     | 8,1 л                                  |
| Викиди CO2                               | 129 g/km                                | 129 g/km (124 g/km)                     | 147 g/km (139 g/km) [167 g/km]          | 138 g/km (129 g/km)                     | 138 g/km (129 g/km) [157 g/km]          | 144 g/km/132 g/km                       | 139 g/km                                  | 159 g/km [169 g/km]                     | 154 g/km                                  | 189 g/km                               |
| Стандарт викидів                         | Євро-5                                  | Євро-5                                  | Євро-5                                  | Євро-5                                  | Євро-5                                  | Євро-5                                  | Євро-5                                    | Євро-5                                  | Євро-5                                    | Євро-5                                 |

- Значення в круглих дужках для моделей з автоматичною коробкою передач, Значення в квадратних дужках для моделей з системою старт-стоп

### Дизельні
1,3 і 2,0-літрові дизельні двигуни були розроблені спільно з Fiat.
|                                          | 1.3 CDTI (ecoFLEX)         | 1.7 CDTI                   | 1.7 CDTI (ecoFLEX)         | 1.6 CDTI (ecoFLEX)             | 1.7 CDTI                   | 1.7 CDTI (ecoFLEX)         | 1.6 CDTI (ecoFLEX)              | 2.0 CDTI (ecoFLEX)             | 2.0 CDTI (ecoFLEX)             | 2.0 BiTurbo CDTI           |
| ---------------------------------------- | -------------------------- | -------------------------- | -------------------------- | ------------------------------ | -------------------------- | -------------------------- | ------------------------------- | ------------------------------ | ------------------------------ | -------------------------- |
| Роки випуску                             | 09/2009–08/2013            | 09/2009–06/2011            | 06/2011–05/2014            | 05/2014–06/2015                | 09/2009–06/2012            | 06/2011–05/2014            | 05/2014–06/2015                 | 09/2009–06/2011                | 06/2011–06/2015                | 11/2012–07/2015            |
| Двигун та циліндри                       | І4 дизальний з Common-Rail | І4 дизальний з Common-Rail | І4 дизальний з Common-Rail | І4 дизальний з Common-Rail     | І4 дизальний з Common-Rail | І4 дизальний з Common-Rail | І4 дизальний з Common-Rail      | І4 дизальний з Common-Rail     | І4 дизальний з Common-Rail     | І4 дизальний з Common-Rail |
| Код двигуна                              | A13DTE                     | A17DTJ                     | A17DTC, A17DTE             | B16DTC                         | A17DTR                     | A17DTF, A17DTS             | B16DTH                          | A20DTH                         | A20DTH                         | A20DTR                     |
| Об'єм                                    | 1248 см³                   | 1686 см³                   | 1686 см³                   | 1598 см³                       | 1686 cm³                   | 1686 cm³                   | 1598 см³                        | 1956 см³                       | 1956 см³                       | 1956 см³                   |
| Потужність                               | 70 kW (95 к.с.) 4000/min   | 81 kW (110 к.с.) 3800/min  | 81 kW (110 к.с.) 4000/min  | 81 kW (110 к.с.) 3500–4000/min | 92 kW (125 к.с.) 4000/min  | 96 kW (130 к.с.) 4000/min  | 100 kW (136 к.с.) 3500–4000/min | 118 kW (160 к.с.) 4000/min     | 121 kW (165 к.с.) 4000/min     | 143 kW (195 к.с.) 4000/min |
| Крутний момент                           | 190 Nm 1750–3250/min       | 260 Nm 1700–2550/min       | 280 Nm 1750–2500/min       | 300 Nm 1750–2500/min           | 280 Nm 2000–2700/min       | 300 Nm 2000–2500/min       | 320 Nm 2000/min                 | 350 Nm 1750–2500/min           | 350 Nm 1750–2500/min           | 400 Nm 1750–2500/min       |
| КПП, серійна                             | 6-ст. МКПП                 | 6-ст. МКПП                 | 6-ст. МКПП                 | 6-ст. МКПП                     | 6-ст. МКПП                 | 6-ст. МКПП                 | 6-ст. МКПП                      | 6-ст. МКПП                     | 6-ст. МКПП                     | 6-ст. МКПП                 |
| КПП, опційна                             | –                          | –                          | –                          | –                              | –                          | –                          | –                               | 6-ст. АКПП                     | 6-ст. АКПП                     | –                          |
| Максимальна швидкість                    | 175 km/h                   | 181 km/h                   | 186 km/h (188 km/h)        | 186 km/h                       | 195 km/h                   | 198 km/h (201 km/h)        | 200 km/h                        | 215 km/h [209 km/h]            | 215 km/h [209 km/h]            | 226 km/h                   |
| Розгін, 0–100 км/год                     | 14,5 s                     | 12,6 s                     | 12,3 s (12,5 s)            | 12,0 s                         | 11,5 s                     | 10,6 s (11,2 s)            | 10,3 s                          | 9,0 s [9,2 s]                  | 9,0 s [9,2 s]                  | 7,8 s                      |
| Витрати пального на 100 км (комбіновано) | 4,1 l (3,9 l)              | 4,5 l                      | 4,3 l (3,7 l)              | (3,7 l)                        | 4,5 l                      | 4,3 l (3,7 l)              | (3,9 l)                         | 4,9 l (4,7 l) [5,8 l]          | 4,9 l (4,5 l) [5,8 l]          | (5,1 l)                    |
| Викиди CO2                               | 109 g/km (104 g/km)        | 119 g/km                   | 114 g/km (99 g/km)         | 97 g/km                        | 124 g/km                   | 114 g/km (99 g/km)         | 104 g/km                        | 129 g/km (123 g/km) [154 g/km] | 129 g/km (119 g/km) [154 g/km] | (135 g/km)                 |
| Стандарт викидів                         | Євро-5                     | Євро-5                     | Євро-5                     | Євро-6                         | Євро-5                     | Євро-5                     | Євро-6                          | Євро-5                         | Євро-5                         | Євро-5                     |

## Зноски
1. ↑  Нова Opel Astra. Архів оригіналу за 30 березня 2009. Процитовано 21 лютого 2013.
2. ↑  Opel Astra Sports Tourer - найкрасивіший універсал. Архів оригіналу за 4 жовтня 2010. Процитовано 21 лютого 2013.
3. ↑  Сексуальний Opel пішов у серію. Архів оригіналу за 13 грудня 2012. Процитовано 21 лютого 2013.
4. ↑  article.html? id = 36384 Нова Opel Astra - буде і седан. Архів оригіналу за 28 лютого 2013. Процитовано 21 лютого 2013. {{cite web}}: Пропущено вертикальну риску в: |title= (довідка)
5. ↑  Тест-драйв седана Opel Astra: на границе [Архівовано 7 серпня 2019 у Wayback Machine.](рос.)
6. ↑  Opel представив саму потужну «Астру». Архів оригіналу за 2 грудня 2013. Процитовано 21 лютого 2013.
7. ↑  280-сильна Opel Astra OPC здивувала російськими цінами. Архів оригіналу за 10 червня 2012. Процитовано 21 лютого 2013.
8. ↑  Как мы тестировали Opel Astra. automoto.ua. Архів оригіналу за 13 вересня 2016. Процитовано 5 вересня 2016.
9. ↑  Opel представив нову Astra седан. Архів оригіналу за 8 червня 2012. Процитовано 21 лютого 2013.
10. ↑  Crash-Test Opel Astra (2009) [Архівовано 11 лютого 2010 у Wayback Machine.] (Euro NCAP 2009)